# Horný Badín
Horný Badín (em húngaro: Felsőbágyon) é um município da Eslováquia, situado no distrito de Krupina, na região de Banská Bystrica. Tem 5,63 km² de área e sua população em 2018 foi estimada em 183 habitantes.

## Demografia
| Ano:        | 1994 | 2004   | 2014   | 2024   |
| ----------- | ---- | ------ | ------ | ------ |
| Broj ljudi: | 194  | 191    | 182    | 172    |
| Razlika:    |      | -1,54% | -4,71% | -5,49% |

| Ano:               | 2023 | 2024   |
| ------------------ | ---- | ------ |
| Número de pessoas: | 174  | 172    |
| Diferença:         |      | -1,14% |